# كتيبة آزادي
كتيبة آزادي والمعروفة أيضًا باسم كتيبة النخبة، هي وحدة كردية تابعة للجيش السوري الحر ويقال إنها موالية لحزب الحرية الكردي الذي يتزعمه مصطفى جمعة (يُسمى أيضًا حزب آزادي). تأسست كتيبة آزادي عام 2012 ويقودها آزاد شعبو، وهي كتيبة معارضة لحزب الاتحاد الديمقراطي (PYD) وتقاتل إلى جانب تركيا في الحرب الأهلية السورية.

## تاريخ

### المرحلة المبكرة من الحرب الأهلية

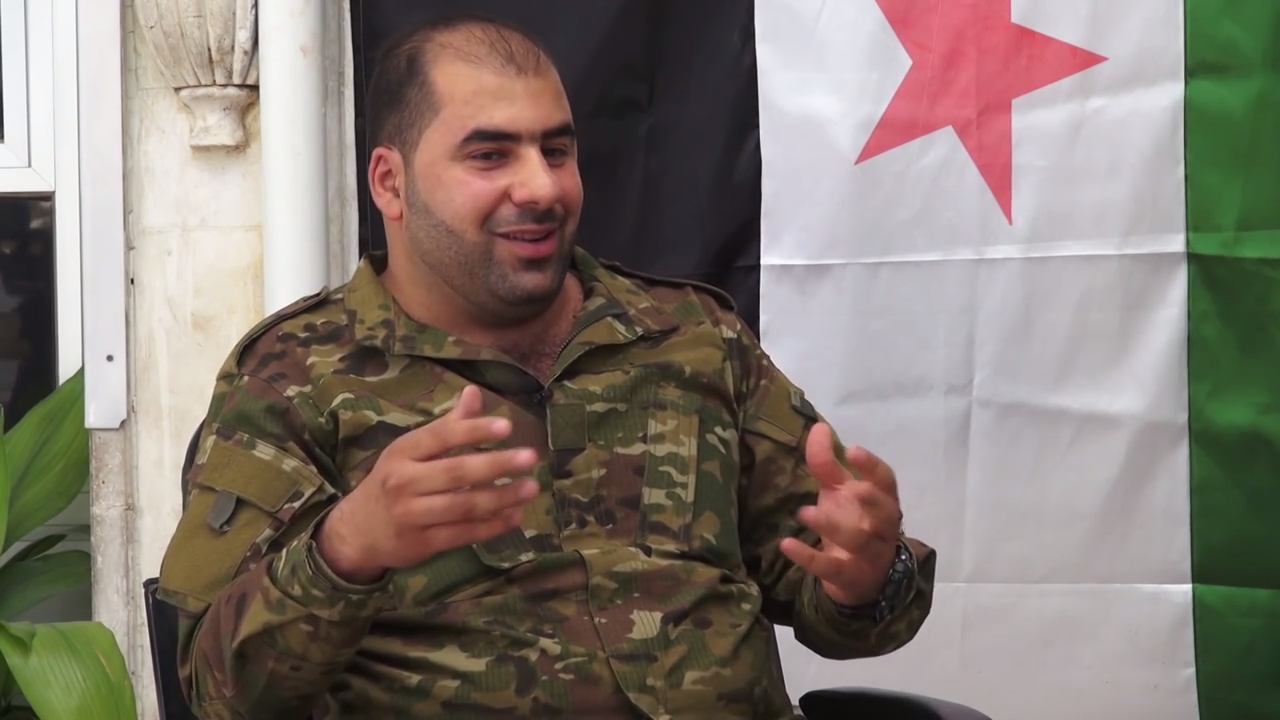
آزاد شعبو، قائد كتيبة آزادي، في مايو 2016، عندما كان ضمن جيش المجاهدين.

حزب الحرية الكردي الذي يتزعمه مصطفى جمعة هو منافس لحزب الاتحاد الديمقراطي (PYD) ويعارض بشدة سياساته. في أوائل عام 2012، اجتمع أعضاء من حزب الحرية الكردي في قرية تل آرين التابعة لعفرين، وأعلنوا عن تشكيل كتيبة آزادي بقيادة آزاد شعبو.
رغم اعتبارها "من أنصار حزب الحرية الكردي"، نفت الكتيبة انتمائها لأي حزب. وانضمت بعد ذلك إلى الجيش السوري الحر المناهض لحزب الاتحاد الديمقراطي والمجلس العسكري الثوري في حلب بقيادة عبد الجبار العكيدي؛ اتهمت وكالة أنباء هاوار الموالية لحزب الاتحاد الديمقراطي، الكتيبه بأنها ميلشيا تعمل بشكل مباشر مع جبهة النصرة في رأس العين بالحسكة. وبعد تشكيل مجموعة من الجيش السوري الحر متحالفة مع حزب الاتحاد الديمقراطي ووحدات حماية الشعب، سُميت الجبهة الكردية، في نهاية عام 2012 وبداية عام 2013، بدأ تأثير الجماعات الكردية الأخرى في الجيش السوري الحر، مثل كتيبة آزادي ولواء صلاح الدين الأيوبي، في التراجع.
وفي الوقت ذاته، انسحب حزب الحرية الكردي من اللجنة العليا الكردية، محاولة لتشكيل حكومة ائتلافية من الأحزاب المؤيدة والمناهضة لحزب الاتحاد الديمقراطي في الأراضي التي يسيطر عليها الأكراد السوريون في فبراير 2013. ونتيجة لذلك، تزايدت الأعمال العدائية بين الطرفين، واشتبكت الكتيبة مع وحدات حماية الشعب في قريتي برج عبد الله وعبد الله في منطقة عفرين في 7 مارس 2013. وألقى الجانبان اللوم على بعضهما البعض في هذا الحادث الذي أدى إلى مقتل أربعة مقاتلين. استمر القتال المتقطع بين المجموعتين، وأفادت تقارير أن مقاتلي الكتيبة شاركوا في الهجمات على حي الشيخ مقصود في حلب الذي تسيطر عليه وحدات حماية الشعب منذ سبتمبر/أيلول 2013. كما قاتلت الكتيبة مع مجموعة أخرى ضد الجيش السوري في خان العسل والراشدين بحلب.
عندما هاجمت جبهة النصرة ووحدات الجيش السوري الحر المتحالفة معها مواقع الجبهة الكردية في تل حاصل وتل عران جنوب شرق مطار حلب الدولي، واتهمت الكتيبة بالمشاركة في القتال. ولكن الكتيبة نفت ذلك، في حين أعلن أحد أعضاء الجيش السوري الحر أن كتيبة آزادي بدأت بمراقبة القرى بعد سيطرة الجيش السوري الحر عليها. ومع ذلك، بدأت اللجنة العليا الكردية بالتحقيق مع كتيبة آزادي "يزعم مشاركتها في الهجمات ضد غرب كردستان ". وأدان المعهد الكردي في بروكسل كتيبة آزادي للأسباب نفسها. واتهمت الجماعات المتمردة الإسلامية المتشددة الكتيبة بالعمل مع الجبهة الكردية.
وبحلول عام 2016، انضمت كتيبة آزادي إلى جيش المجاهدين. وفي مايو 2016، أجرى آزاد شعبو مقابلة مع حلب اليوم، مدعيًا أن الحكومة السورية، وليس الجيش السوري الحر، هي التي تقصف الشيخ مقصود، بينما اتهم أيضًا قوات وحدات حماية الشعب في الشيخ مقصود بالتحالف مع الحكومة. وقال أيضًا إن وحدات حماية الشعب ساعدت في كسر حصار نبل والزهراء، وأن حكم حزب الاتحاد الديمقراطي على عفرين كان دكتاتوريًا وحشيًا وذو إدارة سيئة. على الرغم من أن الكتيبة واصلت القتال ضد وحدات حماية الشعب، إلا أن قوتها تضاءلت بمرور الوقت، وزعمت وسائل الإعلام الموالية لحزب الاتحاد الديمقراطي أن فصائل منها بقيادة محمود حمو انفصلت في النهاية وانضمت إلى فرقة السلطان مراد. انضمت بقية الكتيبة في النهاية إلى جيش النخبة بينما ظلت تحت قيادة آزاد شعبو. لتطلق الوحدة على نفسها اسم "كتيبة النخبة"، على الرغم من استمرارها استخدام اسمها القديم. وليس من الواضح عدد وحداتها الموجودة.
قال شعبو في أواخر كانون الثاني/يناير 2018 إن هناك "العشرات" من الأكراد يقاتلون مع القوات الموالية لتركيا في سوريا، على الرغم من ادعائه بعد بضعة أسابيع أن وحدته تضم "100 مقاتل كردي تابع للجيش السوري الحر".

### العمليات مع الجيش الوطني السوري

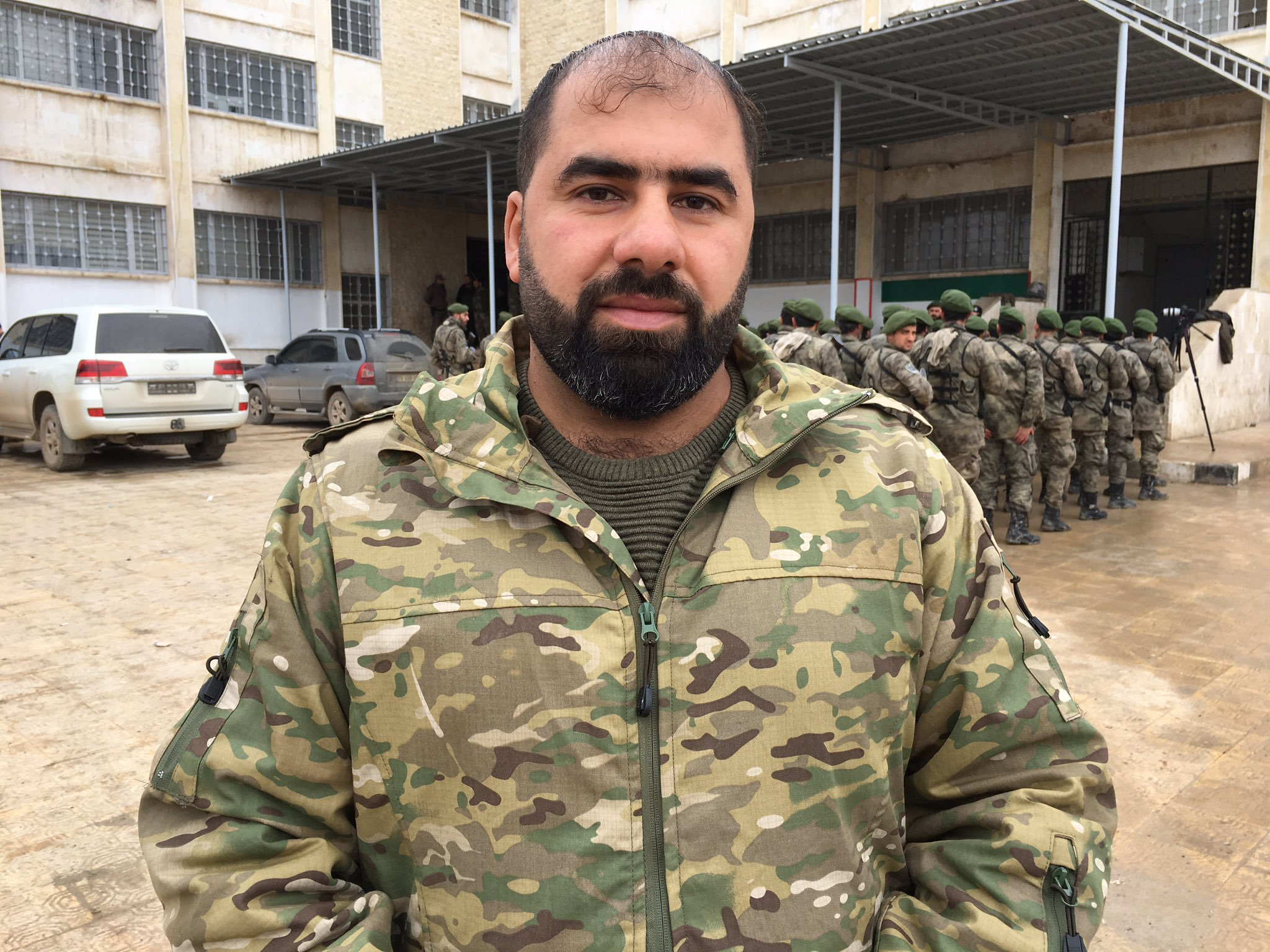
آزاد شعبو ومقاتلوه خلال عملية غصن الزيتون في 24 كانون الثاني/يناير 2018.

أصبحت كتيبة آزادي جزءاً من الجيش الوطني السوري في عام 2016 وشاركت في عملية درع الفرات ضد تنظيم الدولة الإسلامية في العراق والشام. وخلال تلك الحملة، قاتلت في جرابلس وأعزاز والباب. وفي مارس/آذار 2017، صرح آزاد شعبو أن قواته كانت تدعم نشر قوات بيشمركة روج في سوريا.
وفي سبتمبر 2017، حاول شخص اغتيال آزاد شعبو من خلال وضع قنبلة أسفل سيارته، إلا أنه عُثر عليها وتفجيرها قبل أن تلحق الضرر بأي شخص. في أوائل عام 2018، شاركت كتيبة آزادي في عملية غصن الزيتون، مما دفع وكالة أنباء هاوار الموالية لحزب الاتحاد الديمقراطي إلى الادعاء بأن رجال آزاد شعبو عملوا "كمرتزقة" للمجلس الوطني الكردي وتركيا. وعلى الجانب الآخر، اتهم آزاد وحدات حماية الشعب بأنهم "عملاء للنظام السوري"، وقال إن الحملة لن تنتهي قبل استعادة عفرين من وحدات حماية الشعب. وأضاف في مقابلة أخرى أن "عفرين ستعود إلى أحضان الثورة السورية وستستعيد حقوق أهلها. ولا تختلف وحدات حماية الشعب عن نظام الأسد. لقد مارسا الاستبداد والقتل ضد الأكراد. "عملية غصن الزيتون ستحرر سكان عفرين". واتهم قائد كتيبة آزادي إيران بزيادة تواجدها من خلال مليشياتها في جنوب شرق حلب في أكتوبر 2018، مدعياً أنها ميليشيات خارجة عن القانون وليست موالية للسلطات السورية.
وفي أواخر عام 2019، شاركت كتيبة آزادي في عملية نبع السلام.

## الأيديولوجيا
تدعي كتيبة آزادي أنها تناضل من أجل الديمقراطية وتحرير كافة السوريين من حكم عائلة الأسد. وتعتبر حزب الاتحاد الديمقراطي ووحدات حماية الشعب، وكلاء بعثيين وشوفينيين وعنصريين لحزب العمال الكردستاني الذين تعتقد الكتيبة أنهم خاضعون لسيطرة إيران ومتحالفون بشكل وثيق مع الحكومة السورية. علاوة على ذلك، أعرب آزاد شعبو عن اعتقاده بأن "حزب الاتحاد الديمقراطي تأسس لمحاربة الإسلام". وأعلنت كتيبة آزادي دعمها رسميًا للمجلس الوطني الكردي عام 2017.

## ملحوظات
1. ↑  يوجد أيضا "حزب الحرية الكردي" آخر في سوريا يقوده مصطفى جمعة[1] ولا علاقة لها بكتيبة آزادي.